# زیردریایی یو-۴۷۰
زیردریایی یو-۴۷۰ (به انگلیسی: German submarine U-470) یک زیردریایی بود که طول آن ۶۷٫۱ متر (۲۲۰ فوت ۲ اینچ) بود. این زیردریایی در سال ۱۹۴۲ ساخته شد.